# Василистник светлый
Василистник (василисник) светлый, или Василистник (василисник) блестящий (лат. Thalíctrum lúcidum) — травянистое растение, вид рода Василистник семейства Лютиковые (Ranunculaceae). Также встречается как Василистник (василисник) узколистный по устаревшему синонимичному названию лат. Thalictrum angustifolium.

## Ботаническое описание

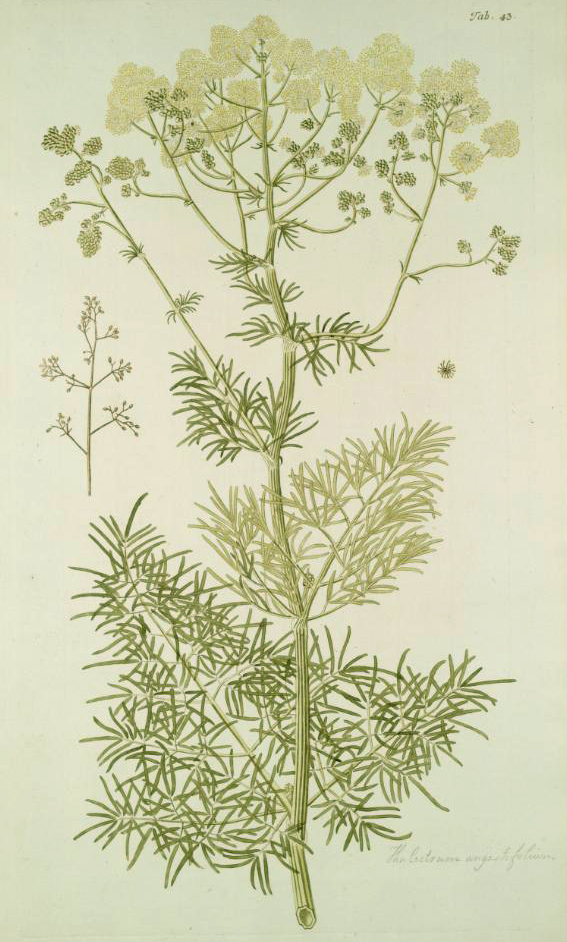
Ботаническая иллюстрация из книги Н. Жакена Hortus Botanicus Vindobonensis (1776)

Многолетнее травянистое растение 60—145 см высотой, с коротким корневищем, от которого отходят один или несколько прямостоячих простых ребристых стеблей, изогнутых в узлах.
Прикорневые и нижние листья трижды — четырежды перистые, на черешках, в основании расширяющихся; стеблевые дважды — трижды перистые, равномерно распределённые по стеблю, очерёдные, сидячие; листочки до 1 см шириной, продолговатые или линейные, цельные или с тремя зубцами или узкими лопастями на конце. Верхняя поверхность листьев тёмно-зелёная, блестящая, голая, нижняя — зелёная, голая или с железистыми волосками.
Цветки собраны в многоцветковую верхушечную пирамидальную или щитовидную метёлку, непоникающие, с прицветниками, бледно-жёлтые. Листочки околоцветника в количестве 4—5, обратнояйцевидные, быстро опадающие, зубчатые на конце. Тычинки в числе около 15, бледно-жёлтые, около 3,5 мм длиной, слабо расширяющиеся к пыльникам; пыльники 1,5—1,7 мм длиной, цилиндрические.
Плодики 0,4—0,4 мм длиной, с 6—12 рёбрами, в числе от 6 до 8. Семена 0,3—0,4 мм, гладкие, широкояйцевидные до почти шаровидных.

## Распространение и экология
Широко распространённое в Средней и Восточной Европе, а также в Малой Азии, на востоке Средиземноморья растение. Обычно на пойменных и заболоченных лугах, среди зарослей кустарников.

## Химический состав
Корни содержат алкалоиды и считаются ядовитыми. В листьях обнаружен глюкозид лиманарин ({\displaystyle {\ce {C10H17O6N}}}), отщепляющий синильную кислоту. Синильная кислота в небольших количествах обнаружена в листьях и семенах.

## Хозяйственное значение и использование
Медоносное растение.

## Классификация

### Таксономия
Thalictrum lucidum L., 1753, Sp. Pl. : 546
Вид Василисник светлый относится к роду Василисник (Thalictrum) семейства Лютиковые (Ranunculaceae) порядка Лютикоцветные (Ranunculales). Таксономическая схема в соответствии с Системой APG IV по состоянию на июнь 2024 года:
|  |                                      |  |                                   |                                   |                     |  | ещё 6 семейств | ещё 6 семейств |                        |  |  |  | еще 198 подтвержденных видов и 234 вида, ожидающих подтверждения |
|  |                                      |  |                                   |                                   |                     |  | ещё 6 семейств | ещё 6 семейств |                        |  |  |  | еще 198 подтвержденных видов и 234 вида, ожидающих подтверждения |
|  |                                      |  |                                   | порядок Лютикоцветные             |                     |  |                |                | род Василисник         |  |  |  |                                                                  |
|  |                                      |  |                                   | порядок Лютикоцветные             |                     |  |                |                | род Василисник         |  |  |  |                                                                  |
|  | отдел Цветковые, или Покрытосеменные |  |                                   |                                   | семейство Лютиковые |  |                |                | вид Василисник светлый |  |  |  |                                                                  |
|  | отдел Цветковые, или Покрытосеменные |  |                                   |                                   | семейство Лютиковые |  |                |                |                        |  |  |  |                                                                  |
|  |                                      |  | ещё 63 порядка цветковых растений | ещё 63 порядка цветковых растений |                     |  |                | ещё 53 рода    | ещё 53 рода            |  |  |  |                                                                  |
|  |                                      |  |                                   | ещё 63 порядка цветковых растений |                     |  |                |                | ещё 53 рода            |  |  |  |                                                                  |

### Синонимы
- Thalictrum ammophilum Schur
- Thalictrum angustifolium L.
- Thalictrum angustissimum Crantz
- Thalictrum bulgaricum Velen.
- Thalictrum divaricatum Spreng.
- Thalictrum galiiforme Schur
- Thalictrum longifolium Krock.
- Thalictrum lucidum var. angustissimum (Crantz) Osvač.
- Thalictrum nestleri F.W.Schultz
- Thalictrum nigrescens hort. ex Lecoy.
- Thalictrum peucedanifolium Griseb. & Schenk
- Thalictrum rosmarinifolium Pollini
- Thalictrum speciosum Mill.
- Thalictrum stenophyllum Schur